# 黑色素体
黑色素体是一种包含黑色素的亚细胞结构，黑色素细胞、视网膜上皮细胞含有这种结构。仅仅靠吞噬得到黑色素体的细胞被称为噬黑色素细胞。在甲壳类的许多种、鱼类、两栖类以及爬行类中，黑色素体在细胞中受激素或者神经的控制而具有高度的移动性，因此可以引起明显的颜色变化。在鱼类鳞片中，也发现了黑色素体。

## 外形
黑色素体被脂质膜所包裹。一般来说，黑色素体具有香肠状、雪茄状或者其他形状，对于不同物种，黑色素体具有不同的形状。黑色素体在电子显微镜下有超微结构特征，生物学家使用一套数字分类系统在研究中区分这些特征。

## 黑色素合成
黑色素体中的黑色素合成酶通过催化聚合酪氨酸来合成黑色素。在色素含量不足以被光学显微镜所发现时，这种亚细胞结构被称为前黑色素体。黑色素合成酶缺乏或功能丧失都可以引发白化病。

## 作用
当有信号刺激时，黑色素体中的分子马达将会使黑色素散布或收缩，负责驱动黑色素收缩的分子马达是动力蛋白，而负责驱动黑色素分散的是驱动蛋白。由于微管指向细胞外围，只能做单向运动的驱动蛋白将黑色素运输到细胞的周边。将黑色素分散到细胞周围会使细胞变暗，而使黑色素集中到细胞中心会是细胞颜色变浅。这是鱼类在分子水平上自我防护的原理。对于头足类如章鱼的颜色变化则是由于色素细胞的变化，和黑色素体的变化不同。

## 伪足
对于一些黑色素细胞，其黑色素体并不移动。但对于另一些黑色素细胞，其表面可以伸出伪足，使黑色素远离细胞中心，改变细胞吸光能力。这种情况出现在皮肤黑色素细胞对于紫外线刺激的反应中，也出现在新生成的黑色素体中。

## 化石研究
古生物学家徐星等人在2008年到2010年的考古发现中发现的侏罗纪时期到第三纪晚期的多種鳥類、以及赫氏近鸟龙羽毛化石中有碳残留，原先被认为是羽毛组织被细菌分解的遗留物，但实际上是黑色素体的印迹。其中的一些结构仍保留着原有的羽毛的色彩。古生物学家可以通过分析这些黑色素体的残留遗迹来分析原有生物的颜色和羽毛纹理。